# Jean Mbarga
Pour les articles homonymes, voir Mbarga.
Jean Mbarga, né le 18 mai 1956 à Ebolmedzom, au Cameroun, est un prélat catholique camerounais, successivement évêque d'Ebolowa-Kribi, évêque d'Ebolowa, puis archevêque de Yaoundé depuis octobre 2014.

## Biographie
Jean Mbarga est né le 18 mai 1956 à Ebolmedzom, dans l'actuel département du Méfou-et-Afamba, au Cameroun et est baptisé très jeune.

### Études
Après des études primaires à l'école catholique de Nkoe-Ewoé où il obtient un certificat d'études primaires élémentaires (CEPE), il entre au petit séminaire de Mbalmayo. Devenu bachelier en 1975, il entre au séminaire majeur de Nkolbisson d'où il ressort avec un baccalauréat canonique de théologie, et un autre en philosophie. Il étudie par la suite à Strasbourg grâce à quoi il possède une maîtrise en droit canonique, ainsi qu'en Italie où il obtient un doctorat en théologie morale auprès de l'Académie alphonsienne, avec une spécialisation en bioéthique à la faculté de médecine de l'hôpital Gemelli,.

### Prêtre
Il est ordonné prêtre pour l'archidiocèse de Yaoundé par Jean Zoa le 5 décembre 1981. Recteur du séminaire de Nkolbisson entre 1992 et 2002, il est ensuite économe diocésain jusqu'en 2003, puis vicaire général. En 1998, il est nommé consultant du Conseil pontifical pour la culture, et en 2001, du Conseil pontifical pour les laïcs.

### Évêque
Le 15 octobre 2004, il est nommé évêque d'Ebolowa-Kribi et consacré le 5 décembre suivant par le nonce apostolique au Cameroun, Eliseo Ariotti avec comme co-consécrateurs Simon-Victor Tonyé Bakot et Raphaël Marie Ze. Le 19 juin 2008, après la création du diocèse de Kribi par détachement du diocèse d'Ebolowa-Kribi, il reste évêque d'Ebolowa,. Le 29 juillet 2013, à la démission de l'archevêque de Yaoundé Simon-Victor Tonyé Bakot, il est nommé administrateur apostolique de l'archidiocèse.

### Archevêque
Il est nommé archevêque métropolitain de Yaoundé le 31 octobre 2014, et est installé le 22 novembre à la cathédrale Notre-Dame-des-Victoires de Yaoundé. Le 29 juin 2015, il assiste, comme chaque nouvel archevêque métropolitain, à la cérémonie de bénédiction des palliums en la basilique Saint-Pierre de Rome. Le 11 juillet 2015, le pallium lui est officiellement imposé des mains du nonce apostolique Piero Pioppo. Sa nomination agrée aux grandes familles de Yaoundé qui ont aidé financièrement le diocèse. Plusieurs médias pointent du doigt la mauvaise gestion de l'archevêque précédent,, et soulignent que le nouvel archevêque devra affronter un endettement important et des problèmes dans la gestion du parc immobilier,.

### Prises de positions
À plusieurs reprises, il met en garde contre la sorcellerie,.

## Œuvre
- Art oratoire et son pouvoir en Afrique : le cas des Beti du Cameroun, Publications Saint-Paul, 1997, 67 p.